# NGC 7694
إن جي سي 7694 التي يرمز لها بالرمز NGC 7694، هي مجرة، في كوكبة الحوت.

## الاكتشاف
اكتشفت في 20 سبتمبر 1784، بواسطة ويليام هيرشل.